# Lophocolea itoana
Lophocolea itoana là một loài Rêu trong họ Lophocoleaceae. Loài này được Inoue mô tả khoa học đầu tiên năm 1955.